# Arbutus tessellata
Arbutus tessellata és una espècie d'arbre que pertany a la família de les ericàcies (Ericaceae) que és originària de Mèxic.

## Descripció
Arbutus tessellata -es un arbre o gran arbust, de 2 a 6 m (rarament por arribar a fer entre 10 a 15 m d'alçada.

## Distribució i hàbitat
Arbutus tessellata es distribueix des del nord de l'estat mexicà de Chihuahua, cap al sud a través de la Sierra Madre Occidental fins a Jalisco, des d'allí cap a l'est pels vessants nord de l'Eix Volcànic Transversal fins a l'extrem occidental de Veracruz, la localitat més al sud de l'estat de Mèxic, al sud-oest de la Ciutat de Mèxic.
En el seu hàbitat creix a la zona de muntanya amb pins i roures, entre els 1500 fins als 2850 m. Floreix ja al novembre, on arriba a un màxim al març. Fructifica entre els mesos de febrer-)abril-juny. o Exemplars vists en flors ni en fruits durant els mesos d'agost i setembre.

## Taxonomia
Arbutus tessellata va ser descrita per Paul Davidson Sørensen i publicat a Brittonia 39(2): 263, f. 1, a l'any 1987.
Etimologia
Arbutus: nom genèric llatí amb què es coneixia a l'arboç variant europea i mediterrània d'aquesta espècie.
tessellata: epítet llatí que significa "tessel·lat o a quadres, estampat com un mosaic", en al·lusió a la disposició de les berrugues a la part posterior de les nous.